# جزایر دانجو
جزایر دانجو (به ژاپنی: 男女群島, Danjo-guntō)، یک گروه جزایر کوچک غیر مسکونی ژاپنی در دریای شرقی چین هستند که تقریباً در ۷۰ کیلومتری (۴۳ مایل) جنوب-جنوب غربی جزایر گوتو و از نظر اداری بخشی از شهرداری گوتو، ناگاساکی،  استان ناگاساکی واقع شده‌اند.